# Puff (spel)

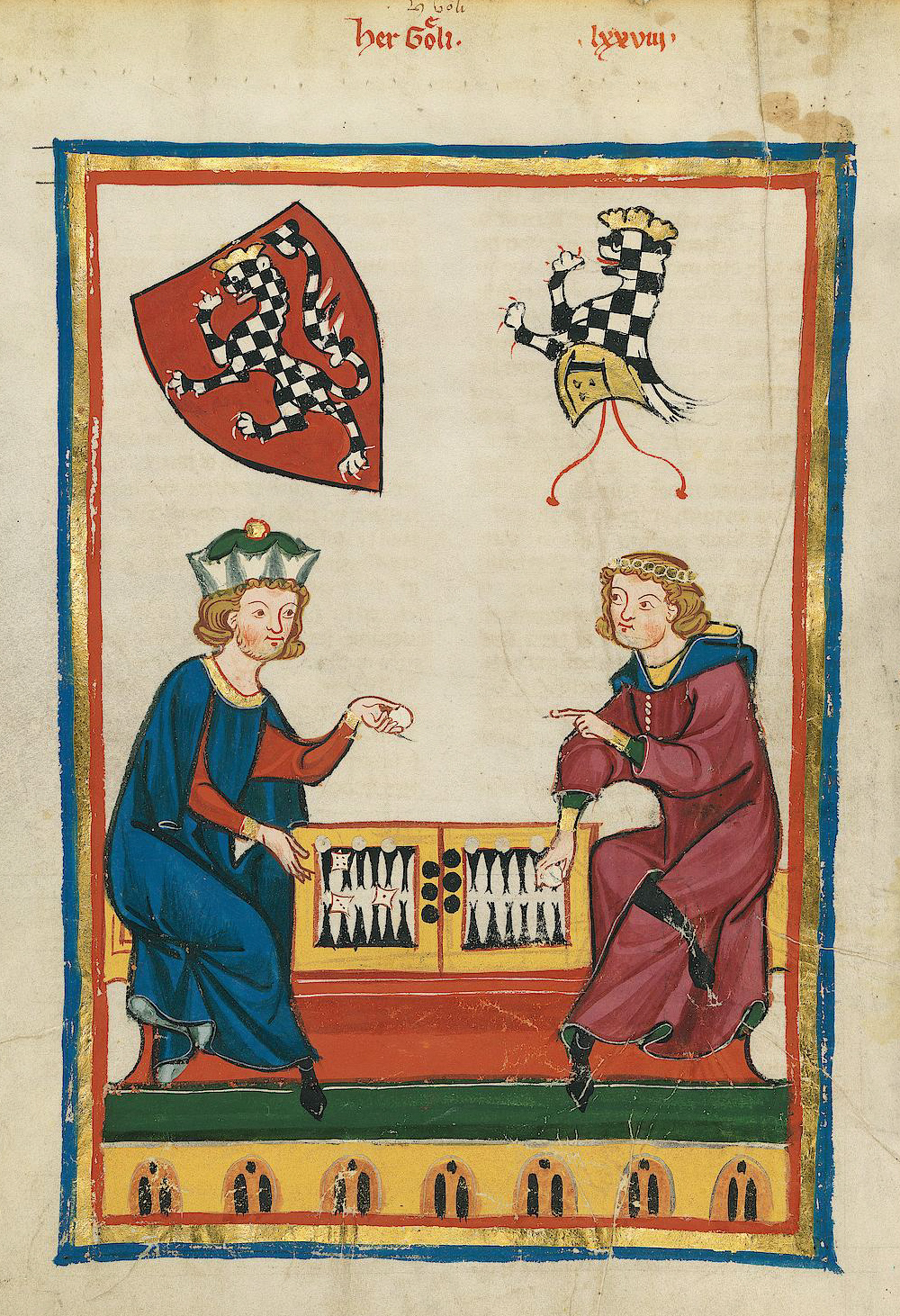
Avbildning av ett parti puff på 1300-talet. (Ur handskriften Codex Manesse, Universitetsbiblioteket, Heidelberg)

Puff, även kallat puffspel, är ett tyskt brädspel, besläktat med backgammon och bräde. I likhet med dessa spelas puff på ett rektangulärt spelbräde med tolv kilformade fält på vardera långsidan, två tärningar används och de båda spelarna har 15 brickor vardera.
Spelarna turas om att kasta tärningarna och att flytta sina brickor lika många fält som antalet ögon på tärningarna. En spelare måste alltid börja att flytta för den tärning som visar lägst antal ögon. Om hen inte kan flytta för denna, måste hen fåta (ge upp) den tärning som visar högst.
Om båda tärningarna visar samma antal ögon, har spelaren fått en pasch (eller alla på svenska). Spelaren flyttar därvid först för var och en av tärningarna, och sedan för antalet ögon som ligger på den diagonalt motsatta sidan av respektive tärning. Om spelaren till exempel slår två femmor, flyttar hen först för två femmor och sedan för två tvåor. Om spelaren inte kan flytta för alla ögon på ovansidan, måste hen fåta för dem på undersidan. Om hen inte kan flytta för alla ögon på undersidan, måste hen fåta de förflyttningar som inte kan göras.
En spelare som har slagit en pasch får dessutom slå igen, även om hen inte lyckades flytta fullt ut för slaget. För varje ytterligare pasch, slås ytterligare en gång. För varje pasch utöver den första, flyttar spelaren dubbelt. Det innebär att spelaren för två femmor först flyttar för fyra femmor och sedan för fyra tvåor. Om hen inte kan flytta fullt ut för alla slag på ovansidan, får hen inte flytta för undersidan.
Det är inte tillåtet att flytta en bricka till ett fält där det redan står två eller fler av motspelarens brickor. Om man däremot flyttar till ett fält med en ensam motspelarbricka, blir denna utslagen och måste starta om från början.
Vid spelets inledning befinner sig alla brickor utanför brädet. Spelarna flyttar in dem via sina respektive första fält, vilket är längst ned till höger på vit spelares sida, och hos svart spelare längst ned till vänster. Vit spelar sina brickor medsols och svart motsols. En spelare får inte flytta några brickor från sitt första kvarter – det vill säga första fjärdedel av brädet – förrän hen har spelat in alla sina brickor. När en spelare har samlat alla sina brickor i sitt sista kvarter, får hen fortsätta med att flytta brickorna förbi det sista fältet och ut från brädet. Den spelare som först har passerat alla fält på spelbrädet med alla sina brickor vinner spelet.